# M/F Ertholm
Ertholm er et motorpassagerskib som blev bygget i Amsterdam, Nederlandene hvor det var betegnet nybygning nummer 1257.
På 24. april 1967 blev den søsat og samme år færdigbygget på Husum schiffswerft i Husum, Tyskland.
Herefter sejlede den for Rederiet Østlandet I/S på rute Gudhjem – Christiansø. 
Senere overtog Christiansøfarten sejladsen.

## Ruter
- Christiansø – Gudhjem
- Christiansø – Allinge